# 上小田井車站
上小田井站（日语：／ Kami-otai eki */?）是位於愛知縣名古屋市西區貴生町，為名古屋鐵道（名鐵）與名古屋市營地下鐵之車站。本站為2鐵路公司之共構站，並由名鐵來管理。舊站名稱為「平田橋站」。

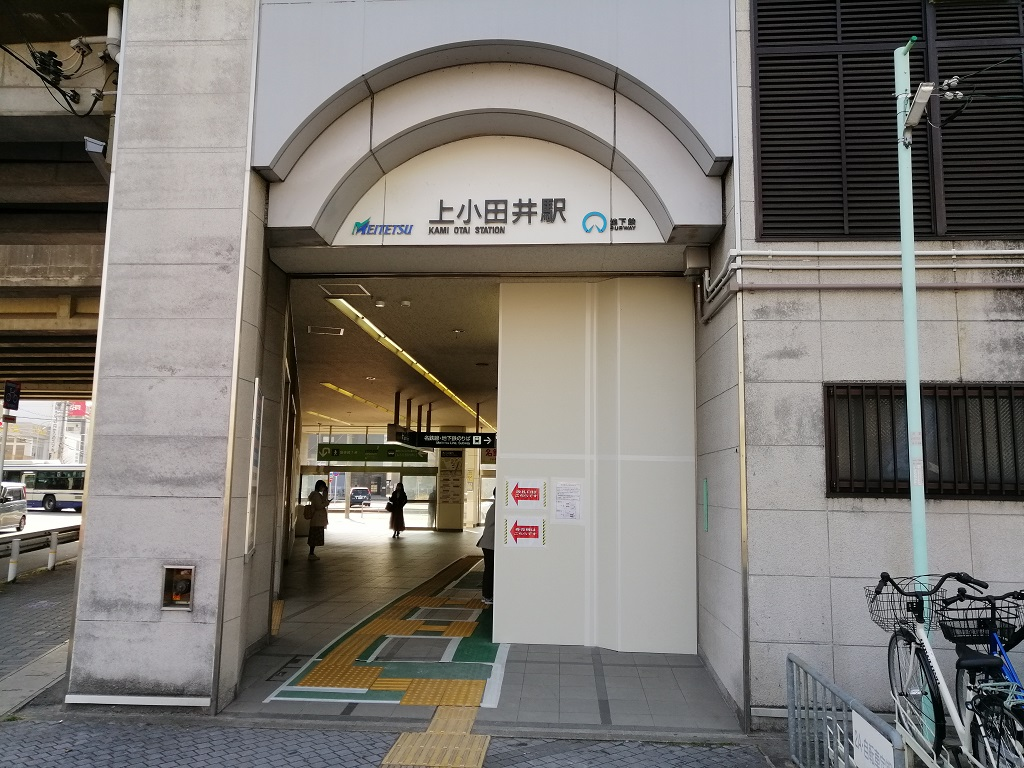
另一側的南口（2021年2月）

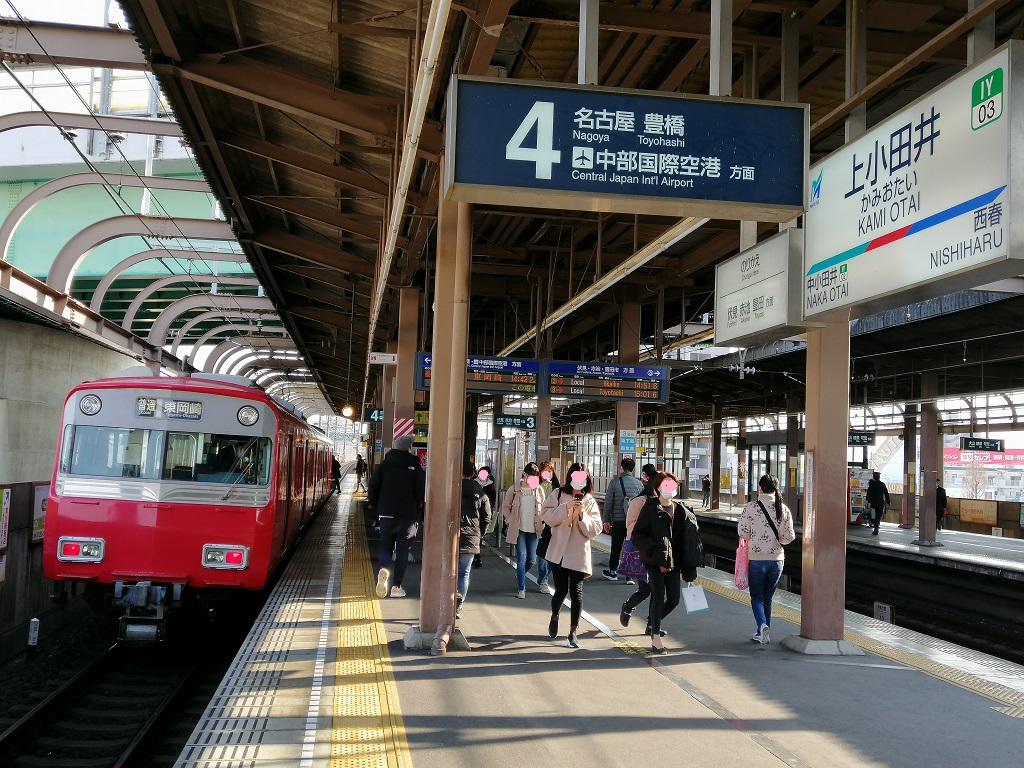
月台（2021年2月）

## 可利用之鐵路路線
- 名古屋鐵道
  - 犬山線
- 名古屋市營地下鐵
  - 鶴舞線 - 車站編號為T01。

本站為名鐵犬山線之途中站，也是地下鐵鶴舞線之起點站，地下鐵線之列車都於本站進行往返。另外，本站兩路線皆實施相互直通運行，因此有與地下鐵線直通犬山線之岩倉站、柏森站、犬山站各方向的列車。

## 車站結構
本站為擁有2面4線之島式月台的高架車站。

### 月台配置
| 月台 | 路線         | 方向 | 目的地                             | 備註                                   |
| ---- | ------------ | ---- | ---------------------------------- | -------------------------------------- |
| 1    | 名鐵犬山線   | 下行 | 岩倉、犬山方向                     | 名鐵名古屋方向開抵                     |
| 2    | 名鐵犬山線   | 下行 | 岩倉、犬山方向                     | 地下鐵鶴舞線開抵（一部分此站停止服務） |
| 3    | 地下鐵鶴舞線 | -    | 伏見、赤池方向                     |                                        |
| 4    | 名鐵犬山線   | 上行 | 名鐵名古屋、中部國際機場、內海方向 |                                        |

本站設有北口與南口兩處剪票口。

### 配置圖
|                         | ↑ ■名鐵犬山線 名古屋站方向 ↑■TKJ城北線 枇杷島方向    |                             |
| ← 地下鐵鶴舞線 赤池方向 | 名古屋鐵道、名古屋市營地下鐵 上小田井站 構內配線略圖 | → 名鐵犬山線 岩倉、犬山方向 |
|                         | ↓ TKJ城北線 勝川方向                                 |                             |
| 图例 参考文献：、       |                                                      |                             |

## 使用情況
| 年度   | 名鐵             | 地下鐵           |
| 年度   | 1日平均 上車人次 | 1日平均 上車人次 |
| ------ | ---------------- | ---------------- |
| 2000年 | 6,526            |                  |
| 2001年 | 6,668            | 28,486           |
| 2002年 | 7,013            | 24,103           |
| 2003年 | 7,201            | 21,534           |
| 2004年 | 7,013            | 24,642           |
| 2005年 | 7,292            | 23,884           |
| 2006年 | 7,273            | 24,302           |
| 2007年 | 7,346            | 24,529           |
| 2008年 | 7,257            | 24,225           |
| 2009年 | 8,519            | 23,703           |
| 2010年 | 8,656            | 23,735           |
| 2011年 | 8,369            | 18,895           |
| 2012年 | 8,596            | 19,104           |
| 2013年 | 8,958            | 19,703           |
| 2014年 | 9,053            | 20,125           |
| 2015年 | 9,387            | 20,593           |
| 2016年 | 9,766            | 21,053           |
| 2017年 | 10,000           | 21,014           |
| 2018年 | 10,262           | 21,071           |

## 相鄰車站
名古屋鐵道
 犬山線
□μSKY、□快速特急、■特急
通過
□快速急行
名鐵名古屋（名古屋本線、NH36）－上小田井（IY03）－西春（IY04）
■急行、■準急
榮生（名古屋本線、NH37）（一部分的急行停靠中小田井站（IY02））－上小田井（IY03）－西春（IY04）
■普通
中小田井（IY02）－上小田井（IY03）－西春（IY04）
西春站與此站之間曾設有九之坪站，現已廢除
 名古屋市營地下鐵
 鶴舞線
西春（IY04）（名鐵犬山線直通列車）－上小田井（T01）－庄內綠地公園（T02）

## 外部連結
- 上小田井 - 名古屋鐵道
- 上小田井 - 名古屋市交通局